# George Mourad
George Mourad (* 18. September 1982 in Beirut) ist ein schwedischer ehemaliger Fußballspieler mit aramäisch/assyrischen Wurzeln. Er bestritt 2005 zwei Länderspiele für die schwedische Nationalmannschaft und spielte 2011 – nicht spielberechtigt – für die Nationalmannschaft Syriens in der Qualifikation zur Weltmeisterschaft 2014, was den Ausschluss der Landesauswahl aus dem Wettbewerb zur Folge hatte.

## Werdegang

### Karrierestart in Schweden
Mourad begann seine Karriere 2000 bei Västra Frölunda IF, kam aber zunächst nur als Ergänzungsspieler zum Einsatz. In seinem dritten Jahr im Profifußball konnte er sich als Stammkraft etablieren und wechselte im Winter 2003 innerhalb der Allsvenskan zu IFK Göteborg. Auch bei seinem neuen Arbeitgeber gehörte er zu den Leistungsträgern und spielte sich in das Notizbuch des schwedischen Nationaltrainers Lars Lagerbäck. Am 22. Januar 2005 debütierte er anlässlich einer Amerikatour beim 1:1-Unentschieden gegen Südkorea und bestritt vier Tage später beim 0:0-Remis gegen die mexikanische Auswahl sein zweites Spiel im Jersey der schwedischen Landesauswahl.

### Wechsel ins Ausland
Im Januar 2006 wurde Mourad an Brescia Calcio in die italienische Serie B ausgeliehen. Hier kam er jedoch nur in sechs Pflichtspielen zum Einsatz und der Klub aus der Lombardei sah von einer weiteren Verpflichtung ab. Daher kehrte er im Sommer wieder in die Allsvenskan zu IFK zurück. In der Winterpause der Ehrendivision-Spielzeit 2007/08 nahm er am Trainingslager des in der Ehrendivision im Abstiegskampf befindlichen niederländischen Klub Willem II Tilburg in Portugal teil, von dem er unter Vertrag genommen wurde. Angesichts der Konkurrenz um Frank Demouge, Gerson Sheotahul und Sergio Zijler kam er bei seinem neuen Klub jedoch nur unregelmäßig zum Einsatz.
Im März 2010 verließ Mourad daher den Klub und kehrte nach Nordeuropa zurück, wo er beim norwegischen Klub Tromsø IL einen Ein-Jahres-Vertrag unterzeichnete. Hier war er an der Seite von Helge Haugen, Sigurd Rushfeldt, Marcus Sahlman und Ruben Jenssen Stammspieler und erreichte als mit acht Toren gleichauf mit Rushfeldt vereinsinterner Torschützenkönig mit der Mannschaft als Tabellendritter hinter Meister Rosenborg BK und Vålerenga Oslo den Europapokal.
Im Januar 2011 schloss er sich kurz vor Ende der Transferperiode dem portugiesischen Klub Portimonense SC an. Bis zum Saisonende kam er jedoch nicht über den Status eines Ergänzungsspielers hinaus. Er bestritt dort fünf Ligapartien und erzielte ein Tor. Somit konnte er den direkten Abstieg des Aufsteigers aus der Primeira Liga nicht verhindern. Dennoch war er in den Fokus des syrischen Verbandes geraten, der ihn für die syrische Nationalmannschaft berief. Sein Länderspieldebüt für Syrien gab er am 29. Juni 2011, seinen ersten Treffer erzielte er in der WM-Qualifikation gegen Tadschikistan am 23. Juli 2011. Nach einem Protest tadschikischer Offizieller wurde der ursprüngliche 4:0-Erfolg, ebenso wie der 2:1-Erfolg im Hinspiel, mit einer 0:3-Niederlage gewertet und die Nationalmannschaft von der Qualifikation ausgeschlossen, der syrische Verband kündigte jedoch einen Einspruch an.
Zwischenzeitlich hatte Mourad erneut den Verein gewechselt. Er unterschrieb im Juli 2011 einen Vertrag bei Mes Kerman, mit denen er in der Iranian Pro League spielte. Im März 2012 verließ er Mes Kerman wieder und schloss sich dem Syrianska FC an.